# Juan de la Cruz Cano y Olmedilla
Juan de la Cruz Cano y Olmedilla, né le 6 mai 1734 à Madrid, où il meurt le 15 février 1790 , est un cartographe, illustrateur et graveur espagnol.
Il a longtemps été le cartographe officiel du roi Charles III d'Espagne.

## Biographie
Il est le petit frère du dramaturge Ramón de la Cruz.
En 1754, Juan de la Cruz Cano et Tomás López sont envoyés à Paris pour suivre des études supérieures en géographie. En vue de négociations sur les limites frontalières avec le Portugal, ils sont chargés d'examiner et de corriger une carte de l'Amérique du Sud. López se retire, et de la Cruz finit seul la carte en complétant les parties limitrophes du Pérou à partir des données fournies par Jorge Juan y Santacilia et Antonio de Ulloa. Cette carte, appelée Mapa geográfico de América meridional, est publiée et distribuée par le gouvernement espagnol en 1775 avant d'être retirée, estimation faite qu'elle ne favoriserait pas l'Espagne.
En 1784, Juan de la Cruz Cano propose la création d'un département de conservation de cartes au Ministère de la marine et demande à être déclaré « geógrafo político que sabe por los tratados los intereses de la Monarquía tocante a sus posesiones, haciéndolos visibles en planos reservados » (« géographe politique qui connaît de par les traités les intérêts de la Monarchie relatifs à ses possessions, en les rendant visibles sur des plans réservés ») ou plus simplement comme géographe historique. Il n'obtiendra finalement jamais de poste du gouvernement et mourra dans la pauvreté.

## Œuvre

### Cartographie
Il a fait des cartes de l'Espagne et de ses possessions en Amérique latine, comme Mapa maritimo del golfo de Mexico e Islas de la America (1755), mais plus particulièrement connu pour sa carte de l'Amérique du Sud de la même année intitulée Mapa geográfico de América meridional,,,.
Il publie par ailleurs Mapa marítimo del estrecho de Magallanes à Madrid en 1769, Mapa de la Africa y especialmente de la Numidia antigua, acomodado a la guerra de Yugurta, según Salustio à Madrid en 1772.

### Gravure
- 1757 : Illustration de Essai géographique sur les Isles Britanniques[8] de Jacques-Nicolas Bellin avec des gravures sur cuivre[1].
- 1777-1784 : Coleccion de trajes de España, tanto antiguos como modernos, que comprehende todos los de sus dominios[9] (« Collection de costumes d'Espagne, aussi bien anciens que modernes, de tous les types »), 79 f. de pl., gravures à l'eau-forte coloriées à la main[1].

## Hommages
En 1807, Felipe Bauzá, lors de son discours de réception à l'Académie royale d'histoire, déclare que Juan de la Cruz Cano y Olmedilla est mort injustement, sans que l'on ait reconnu ses mérites en dénonçant : « les Anglais, en copiant fidèlement sa carte d'Amérique du Sud l'ont fait connaître au reste de l'Europe et aux Espagnols eux-mêmes ».